# Marcellin Marbot
Jean-Baptiste Antoine Marcelin Marbot, conhecido como Marcellin Marbot (francês: [maʁsølɛ̃ maʁbo]; Altillac, 18 de agosto de 1782 – Paris, 16 de novembro de 1854) foi um militar francês que participou nas Guerras Napoleônicas. Ascendeu ao posto de Tenente-general (General de divisão) em 1836, durante o reinado de Luís Filipe I.
Era filho do general Jean-Antoine Marbot (1754–1800). Seu irmão mais velho, Adolphe Marbot (1781–1844), também foi general.

## Honras
Império Francês
- Ordem Nacional da Legião de Honra:
  -  Cavaleiro (1808)
  -  Oficial (1813)

 Reino da França
- Ordem Real e Militar de São Luís:
  -  Cavaleiro (1827)

 Reino da França
- Ordem Real da Legião de Honra:
  -  Comendador (1831)
  -  Grande Oficial (1836)

 Reino da Bélgica
- Ordem de Leopoldo:
  -  Comendador (1833)

 Grão-Ducado do Luxemburgo
- Ordem da Coroa de Carvalho:
  -  Grã-Cruz (1842)